# 刻格长沟螺
刻格长沟螺（学名：Rimella canceliata），是中腹足目凤凰螺科Rimella的一种。主要分布于中国大陆，常栖息在潮下带水深50米。